# Johan Daniel Lundmark
Johan Daniel Lundmark, född 26 april 1755 på Odensvi i Viby socken, Örebro län, död 9 maj 1792 i Fösked, Nyeds socken, Värmlands län, var en svensk läkare, botaniker, gravör och tecknare. 
Han var son till rektorn Anders Lundmark och Ulrika Stafhell samt bror till professorn och konstnären Per Lundmark. Han skrevs in som student vid Uppsala universitet 1774 och efter att ha promoverats till medicine doktor verksam som provinsialläkare i Filipstads distrikt från 1783. Under sin studietid i Uppsala var han 1780–1781 verksam som gravör av litografiska arbeten.